# Trifluraline
Trifluraline of trifluralin is de generieke naam (ISO-naam) van een veelgebruikt herbicide uit de groep van de dinitroanilines. In zuivere vorm is het een oranjegele kristallijne vaste stof.
Trifluraline is oorspronkelijk ontwikkeld door het Amerikaanse bedrijf Eli Lilly and Company, dat het onder de merknaam Treflan in de jaren '60 van de 20e eeuw op de markt bracht. In de Europese Unie is trifluraline sedert 20 maart 2008 niet meer toegelaten.

## Synthese
Trifluraline wordt bereid uit 4-chloorbenzotrifluoride (1) dat met salpeterzuur in twee stappen genitreerd wordt, eerst tot het mononitro-intermediair (2) en vervolgens tot het dinitro-intermediair (3). Dit laatste wordt dan in een amineringsreactor omgezet tot trifluralin (5) door reactie met dipropylamine (4).

## Werking
Trifluralin is een selectief herbicide, voor gebruik bij de teelt van koolzaad, koolgewassen en wintergranen. Ook bij zonnebloemen en katoen kan het gebruikt worden. Het mag enkel als vóóropkomstherbicide (pre-emergence) gebruikt worden, dit is vóór het planten of zaaien van de gewassen, respectievelijk vóór opkomst van de granen (bodemherbicide).
Trifluralin is werkzaam tegen een breed gamma van grassen en breedbladige gewassen. Het wordt opgenomen door de wortels en de scheuten van deze planten en het remt de celdeling.

## Regelgeving
De Europese Commissie heeft op basis van een risico-evaluatie besloten om trifluraline niet meer toe te laten als bestrijdingsmiddel, en de bestaande erkenningen voor producten op basis van trifluraline moesten uiterlijk op 20 maart 2008 ingetrokken zijn. Bestaande voorraden mochten nog gedurende één jaar na deze datum gebruikt worden.
De Europese Commissie baseerde haar beslissing op een aantal problemen die vastgesteld zijn bij trifluraline:
- De stof is zeer toxisch voor vissen (trifluraline is overigens ook opgenomen in de Europese lijst van prioritaire stoffen op het gebied van het waterbeleid, de zogenaamde zwarte lijst van waterverontreinigende stoffen).[5]
- De stof is ook zeer persistent in de bodem en niet gemakkelijk biologisch afbreekbaar.
- De stof heeft een hoog potentieel voor bioaccumulatie, met name in waterorganismen.
- De stof heeft een hoge vluchtigheid en kan zich door de lucht verspreiden tot ver van de plaats van toediening. Zo werden in de periode 1999-2000 in Nederland meetbare concentraties trifluralin in de lucht gemeten, hoewel dit middel in Nederland niet was toegelaten.[6]

In België waren Treflan (Dow Agrosciences) en Fluralex 480 EC (Makhteshim-Agan) erkende bestrijdingsmiddelen met trifluraline die door deze beschikking getroffen worden. Een derde in België erkend product, Trilin (Makhteshim-Agan), bevatte naast trifluraline ook linuron. Treflan en Fluralex waren erkend voor gebruik bij de teelt van koolgewassen (Brassica-soorten) en van wintergranen (wintertarwe, wintergerst, triticale, spelt). Trilin was enkel erkend voor gebruik bij graanteelten.
In Nederland was trifluraline reeds voor 2008 niet toegelaten.
Na de beschikking van de Europese Commissie diende de oorspronkelijke kennisgever opnieuw een aanvraag in met nieuwe informatie, maar desondanks bleven de problemen bestaan en de Europese Commissie besloot in juni 2010 opnieuw om trifluraline niet toe te laten.

## Toxicologie en veiligheid
Trifluraline heeft een lage acute toxiciteit bij ratten. Het is wel toxisch voor vissen en waterorganismen, en het heeft een hoog potentieel voor bioaccumulatie.
Er bestaat een vermoeden dat de stof kankerverwekkend is.